# Strutgraben (Erlenbach)
Der Strutgraben ist ein Bach im Gebiet der Gemeinde Assamstadt des Main-Tauber-Kreises im nördlichen Baden-Württemberg. Nach knapp 11⁄2 km langem Lauf insgesamt nach Südosten mündet er in der Dorfmitte von Assamstadt von rechts in den obersten Erlenbach.

## Geographie

### Verlauf
Der Strutgraben entsteht über einen halben Kilometer nordwestlich des Dorfrandes von Assamstadt zwischen den Gewannen Strut und Vogelteich auf etwa 344 m ü. NHN. Dort beginnt sein Bachgraben, der zwischen den Wiesen und Äckern der Mulde des Vogelteichs mit nur sporadisch Baum oder Strauch am Ufer recht gerade ost- bis südostwärts läuft. Nachdem er ein einzeln stehendes Anwesen passiert hat, stehen Bäume dichter am Lauf.
Nach etwa 800 Metern unterquert er am Ortsrand die aus Bobstadt im Norden kommende L 513, nimmt auf der anderen Seite von links seinen einzigen Zufluss Stöckiggraben auf und folgt dann der Landesstraße etwa 200 Meter lang an ihrem linken Rand südwärts. Dann tritt er in seine Verdolung ein, die ihn unter dieser Bobstadter Straße südostwärts bis in die Dorfmitte führt. Dort mündet er gegenüber dem Haus Nr. 1 der sich nun als Krautheimer Straße fortsetzenden Landesstraße im Untergrund eines kleinen Platzes von rechts und auf etwa 327 m ü. NHN in den oberen Erlenbach ein.
Der 1,4 km lange Strutgraben hat ein mittleres Sohlgefälle von rund 12 ‰ und mündet etwa 17 Höhenmeter unterhalb seines Grabenursprungs.

### Einzugsgebiet
Der Strutgraben hat oberflächlich ein 5,2 km² großes Einzugsgebiet, von dem der bei weitem größte Teil auf das Teileinzugsgebiet seines einzigen Zuflusses Stöckiggraben aus dem Norden entfällt. Da jedoch besonders das nördliche Einzugsgebiet stark verkarstet ist und dessen unterirdischer Abfluss zu großen Teilen zu nördlich angrenzenden Einzugsgebieten geht, dürfte insbesondere das effektive Teileinzugsgebiet des Zuflusses, aber auch das des Strutgrabens, deutlich kleiner sein.
Das gesamte Gebiet gehört naturräumlich zum Unterraum Östliches Bauland des Baulandes, im Norden und Nordosten grenzt unmittelbar der Naturraum Tauberland mit seinem Unterraum Umpfer-Wachbach-Riedel an. Sein mit 404,3 m ü. NHN höchster Punkt liegt am Nordostrand an einer östlich auf eine Kuppe im Gewann Rechen ausspringenden Gebietsecke. Auf dieser und um sie steht etwa 1⁄4 km² Wald, dazu kommen gut 1 km² Anteil an der Waldinsel Stöckich. Das überwiegende übrige unbebaute Gebiet setzt sich im Süden aus mehr Wiesen, im Norden mehr Äckern zusammen. Besiedelt ist das Einzugsgebiet nur um die Mündung mit dem nordwestlichen Sektor des Dorfes Assamstadt. Zur Gemeinde Assamstadt gehört der größte Teil des oberflächlichen Einzugsgebietes, doch liegt im Norden ein breiter Streifen im Stadtgebiet von Boxberg und im Nordosten ein winziger Randzwickel in dem von Bad Mergentheim.
Reihum grenzen die Einzugsgebiete der folgenden Nachbargewässer an:
- Im Nordnordwesten liegen die Quellgebiete des über die Umpfer zur Tauber entwässernden Ursbachs und seines Zuflusses Sohlbrünnlein;
- im Nordosten entsteht der Brunnentalbach, der über den Althäuser Bach und dann den Wachbach weiter oben in die Tauber einfließt;
- im Osten liegt das unmittelbare Einzugsgebiet des Erlenbachs oberhalb des Strutgraben;
- im Süden gelangen jenseits der Wasserscheide die Niederschläge in den Erlenbach unterhalb der Strutgraben-Zumündung;
- im Westen konkurriert der nächste rechte Erlenbach-Zufluss Klingenbächle.

### Zuflüsse und Seen
Der Strutgraben hat nur einen einzigen Zufluss, den Stöckiggraben. Dieser fließt am Nordrand von Assamstadt auf etwa 332 m ü. NHN von links und zuletzt von Norden her entlang der von Bobstadt kommenden L 513 zu. Er ist ca. 1,2 km lang und hat ein – oberflächlich – ca. 4,5 km² großes, aber stark verkarstetes Einzugsgebiet. Er entsteht auf etwa 348 m ü. NHN am Gewann Boxberger Weg nahe dem Südostrand des Waldes Stöckich (!), fließt anfangs westwärts bis zur Landesstraße und dann dieser entlang nach Süden. Bald nach dem Laufknick liegt am linken Ufer auf etwa 346 m ü. NHN ein ca. 0,2 ha großer Teich. Der Strutgraben führt nur unbeständig Wasser.

## Geologie

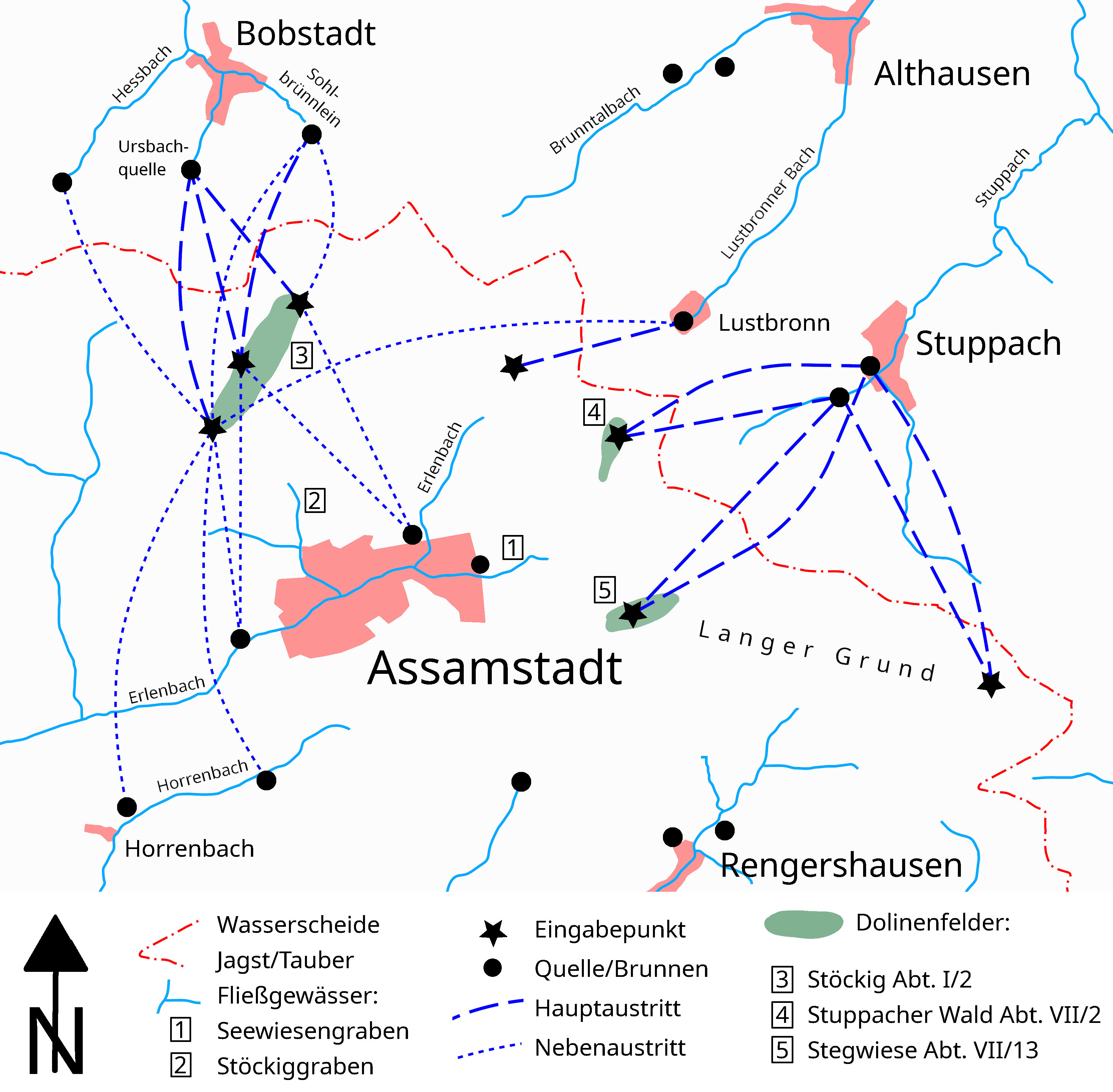
Markierungsversuche in den Einzugsgebieten von Stöckiggraben, oberen Erlenbach und Seewiesengraben.

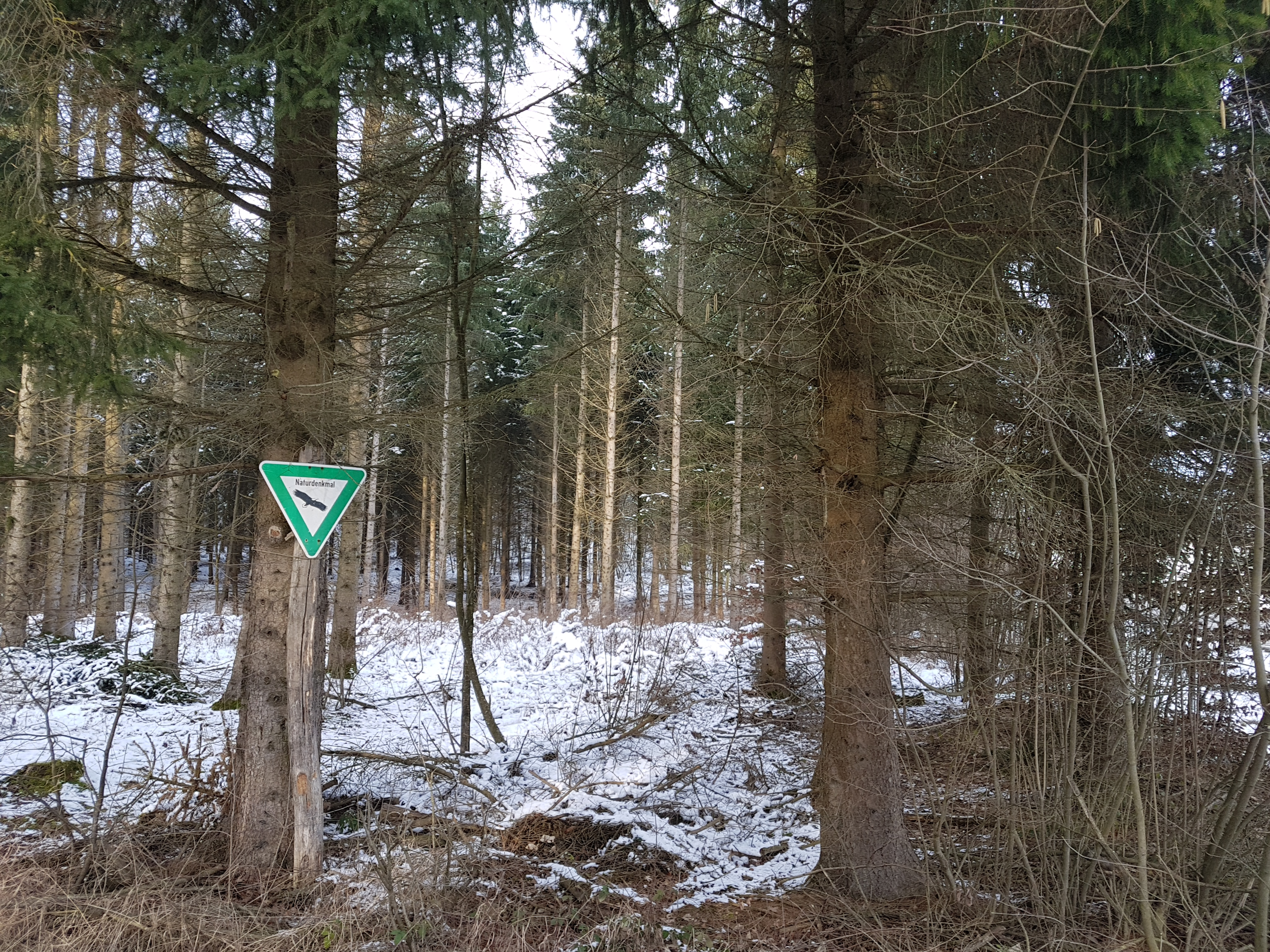
Naturdenkmal Doline im Gewann Stöckig

Das Einzugsgebiet des Strutgrabens liegt im Muschelkalk, auf dem größten Teil der Fläche steht der Mittlere Muschelkalk an, der nur in einigen Hochlagen im Westen und Norden von Inseln des Oberen Muschelkalks überragt wird. Weithin, vor allem an den nach Osten abfallenden Hängen, ist der Muschelkalk jedoch von Lösssediment aus dem Quartär überlagert. In den Talrinnen, auch einigen trockenen, liegen Bänder holozänen Schwemmlandes; im Falle des linken Zuflusses Stöckiggraben beginnt dieses weit oberhalb jedes Bachlaufes dicht an der nordöstlichen Wasserscheide.
Tektonisch gesehen liegt das Einzugsgebiet auf dem Assamstädter Schild, einer Aufwölbung der Schichten des Trias, deren Scheitel im Nordwesten des Einzugsgebiets des Stöckiggrabens liegt. Vom Scheitel aus fallen die Schichten nach Norden und Nordwesten rasch, nach Süden langsamer ab.
Der unbeständige Abfluss des Stöckiggrabens und die generelle Gewässerarmut im Einzugsgebiet ist der Verkarstung des Muschelkalks geschuldet, die sich im Wald Stöckich etwa an einer grabenartigen, sehr langgezogenen Einbruchdoline zeigt, die durch Auslaugung der Gipsschichten des Mittleren Muschelkalks im Untergrund entstand, und die als Geotop ausgewiesen ist. Die Einbruchdoline liegt ungefähr in der Mitte eines Gebiets mit einer recht großen Zahl weiterer Dolinen, das sich am Südostrand des Waldgebiets über eine Länge von rund 1,2 km erstreckt.
Anfang der 1980er Jahre wurde in dem Dolinengebiet mit drei Markierungsversuchen nachgewiesen, dass der Abfluss überwiegend nach Norden erfolgt und die Wasserscheide zwischen Jagst und Tauber unterquert. Die Hauptaustritte des Tracers fanden an der Ursbachquelle (zur Umpfer) südlich von Bobstadt statt, in einem Fall auch am Sohlbrünnlein, einem Zufluss des Ursbachs. Nebenaustritte wurden nachgewiesen im Norden am Hessbach, ebenfalls ein Zufluss des Ursbachs, im Osten an der Ortsquelle von Lustbronn (Abfluss über den Lustbronner Bach, indirekter Zufluss des Wachbachs) und im Süden an zwei Quellen am Erlenbach bei Assamstadt und an zwei weiteren Quellen am Horrenbach, der noch südlich des Erlenbachs liegt. Damit bestätigten sich Vermutungen von Walter Carlé, der in der 1961 veröffentlichten Geologischen Karte auf die Morphologie, das nach Norden gerichtete Schichtfallen und die Trübung der Quellen im Norden bei lokalen Wolkenbrüchen im Raum Assamstadt verwiesen hatte.

## Natur und Schutzgebiete
Die langgezogene Einbruchdoline im Wald Stöckich steht unter Naturdenkmalschutz.

### LUBW
Amtliche Online-Gewässerkarte mit passendem Ausschnitt und den hier benutzten Layern: Lauf und Einzugsgebiet des Strutgrabens

Allgemeiner Einstieg ohne Voreinstellungen und Layer: Daten- und Kartendienst der Landesanstalt für Umwelt Baden-Württemberg (LUBW) (Hinweise)
1. 1 2 3 4 5  Höhe nach dem Höhenlinienbild auf dem Hintergrundlayer Topographische Karte.
2. ↑  Länge nach dem Layer Gewässernetz (AWGN).
3. ↑  Einzugsgebiet nach dem Layer Basiseinzugsgebiet (AWGN).
4. ↑  Höhe nach grauer Beschriftung auf dem Hintergrundlayer Topographische Karte.
5. ↑  Länge abgemessen auf dem Hintergrundlayer Topographische Karte.
6. ↑  Einzugsgebiet abgemessen auf dem Hintergrundlayer Topographische Karte.
7. ↑  Seefläche abgemessen auf dem Hintergrundlayer Topographische Karte.
8. ↑  Dolinenscharen im Stöckich nach dem Layer Geschützte Biotope.
9. ↑  Schutzgebiete nach den einschlägigen Layern, Natur teilweise nach dem Layer Geschützte Biotope.

### Andere Belege
1. ↑  Modellierte Werte nach Abfluss-BW Gewässerknoten MQ/MNQ
2. ↑  Nach dem Daten- und Kartendienst der LUBW:  Gewässerknoten MQ/MNQ mündet der Stöckiggraben in den Erlenbach
3. ↑  Wolf-Dieter Sick: Geographische Landesaufnahme: Die naturräumlichen Einheiten auf Blatt 162 Rothenburg o. d. Tauber. Bundesanstalt für Landeskunde, Bad Godesberg 1962. → Online-Karte (PDF; 4,7 MB)
4. ↑  Geologie nach den Layern zu Geologische Karte 1:50.000 auf: Mapserver des Landesamtes für Geologie, Rohstoffe und Bergbau (LGRB) (Hinweise)
5. ↑  Walter Carlé: Blatt 6524 Mergentheim der Geologischen Karte von Baden-Württemberg, Erläuterungen. Stuttgart 1961, S. 28–30.
6. ↑  Grabenartige Einbruchdoline nach dem Geotopsteckbrief (PDF, 215 KByte) auf der Website des Landesamtes für Geologie, Rohstoffe und Bergbau (LGRB), abgefragt am 20. März 2024
7. ↑  Horst Jungbauer: Karsthydrogeologische Untersuchungen im Muschelkalk zwischen der Hohenloher Ebene und dem Taubergrund südlich von Bad Mergentheim, Nordwürttemberg. Hochschulschrift, Universität Stuttgart 1983. Zitiert nach: Thomas Schöber, Theo Simon: Hydrogeologie und Verkarstung im Taubergrund und in Osthohenlohe. Exkursion L am 2. April 2005. In: Jahresberichte und Mitteilungen des Oberrheinischen geologischen Vereins. N.F. 87(2005), S. 303–317, hier S. 308.
8. ↑  Walter Carlé: Blatt 6524 Mergentheim der Geologischen Karte von Baden-Württemberg, Erläuterungen. Stuttgart 1961, S. 66.